# كرايغ نيوبولد
كرايغ نيوبولد (بالإنجليزية: Craig Newbold)‏ هو سياسي أمريكي، ولد في 31 يوليو 1948 في إيست ليفربول في الولايات المتحدة. حزبياً، نشط في الحزب الجمهوري. وقد انتخب عضو مجلس نواب أوهايو.